# Vöröstó
Vöröstó is een plaats (község) en gemeente in het Hongaarse comitaat Veszprém. Vöröstó telt 108 inwoners (2001).